# Wschodnia obwodnica Piotrkowa Trybunalskiego
Wschodnia obwodnica Piotrkowa Trybunalskiego – obwodnica drogowa łącząca drogę ekspresową S8 od węzła Piotrków Trybunalski Wschód z drogą DW716 do dróg DK12 oraz DK74 w kierunku Radomia i Kielc.

## Opis
Ukończona została 23 października 2006. Wykorzystuje część wybudowanej wcześniej ulicy Rakowskiej. Na odcinku od węzła Rakowskiego z DW716 jest to jedno-jezdniowa droga klasy GP. Natomiast od skrzyżowania ul. Rakowskiej z ul. Miast Partnerskich jest to droga GP o dwóch jezdniach dwupasmowych. Pasy ruchu szerokości 3 m, pas rozdzielający jezdnie od 1,5 m do 7 m. Nad obwodnicą wybudowany jest wiadukt w ciągu ul. Wierzejskiej, oraz przejazd drogowy nad ścieżką rowerową w ciągu ul. Broniewskiego. Oświetlenie jest obustronne, dodatkowo w rejonach skrzyżowań także na pasach rozdziału. Pierwszy etap obejmował przebudowę odcinka ul. Sulejowskiej od planowanego ronda do granicy miasta. W drugim etapie dobudowany został cały odcinek od skrzyżowania z ul. Rakowską do ronda Bugaj na ul. Sulejowskiej.

## Finansowanie
Całkowity koszt realizacji II etapu wyniósł 42,6 mln zł, z czego 18,5 mln zł pokryła Unia Europejska natomiast 24,0 mln zł pokrył budżet miasta Piotrkowa Trybunalskiego.